# Cochabamba (chi bọ cánh cứng)
Cochabamba là một chi bọ cánh cứng trong họ Chrysomelidae.
Chi này được Bechyne miêu tả khoa học năm 1955.

## Các loài
Các loài trong chi này gồm:
- Cochabamba chacoensis (Bowditch, 1911)
- Cochabamba chrysopleura (Harold, 1875)
- Cochabamba diversicolor (Baly, 1890)
- Cochabamba erythrodera (Baly, 1879)
- Cochabamba marginata (Harold, 1875)
- Cochabamba mera (Bechyne, 1956)
- Cochabamba polychroma Bechyne, 1956
- Cochabamba rugulosa (Baly, 1886)
- Cochabamba variolosa (Jacoby, 1878)